# ملبيغة بيضوية الأوراق
ملبيغيا بيضوية الأوراق (الاسم العلمي:Malpighia ovatifolia) هي نوع من النباتات تتبع جنس الملبيغيا من الفصيلة الملبيغية.